# 高雄市立陽明國民中學
高雄市立陽明國民中學，簡稱陽明國中，位於高雄市三民區，創立於1988年7月1日，由時任高雄市市長的蘇南成動土奠基，李繁榮任首任校長。是目前高雄地區規模最大、人數最多的學校。

## 歷任校長
| 任次 | 姓名   | 就任時間    | 卸任時間      | 備註     |
| ---- | ------ | ----------- | ------------- | -------- |
| 1    | 李繁榮 | 1988年      | 1997年        | 創校校長 |
| 2    | 張拉士 | 1997年      | 2004年        |          |
| 3    | 詹于諄 | 2004年      | 2011年        |          |
| 4    | 黃淑卿 | 2011年      | 2017年1月20日 | 退休     |
| 5    | 張永芬 | 2017年8月～ |               |          |

## 校隊

### 管樂班

#### 介紹
每年級招收1班，而陽明管樂班在國內音樂比賽表現優異，從97學年度起蟬聯9年「九連霸」勇奪全國音樂比賽冠軍。

#### 指導老師
- 總指揮：張詠佑
- 音樂團隊：劉雯怡、洪心怡、林懿嬅

### 體育班
每年級招收1班，主要練習田徑、手球、網球等。

### 資優班
每年級招收一班，為分散式數理學術性向資優班。

### 國樂團

#### 簡介
招收人數不限，採社團制，於每週一聯課時間上課。

### 弦樂團

#### 簡介
招收人數無限，採社團制，於每週一聯課時間上課。

### 科學家族
原名MPC數理資優班，100學年度起配合樂學計畫改制科學家族，利用社團時間授課，教授數學、實驗等。

### 企鵝家族
有招生人數限制，採社團制，於每週聯課時間上課，為英語及國際交流性質校隊，定期與日本、紐西蘭…等姊妹校交流，提升學生國際觀；在課程部分聘請外師進行深度的英語及文化教學。

### 魔法家族

#### 介紹
有人數限制，需經過筆試，於社團時間上課，教學內容以法律為主，也在多項競賽拿下佳績，實力雄厚。

#### 佳績
於高雄市教育局所舉辦之魔法少年競賽，更是一舉蟬聯八連霸冠軍；在法務部所舉辦之全國法規資料庫競賽也是常勝軍。

#### 指導教師
主要指導教師:杜修言老師；常任指導教師:王曉雲老師

## 校友

### 政治
- 何權峰：臺灣民主進步黨籍政治人物，現任高雄市議員。
- 黃捷 (政治人物)：為第11屆中華民國立法院最年輕的國會議員，曾任高雄市議會議員、國立臺灣大學公共衛生學院研究助理、國家衛生研究院研究助理以及環境與政治線記者。

## 外部連結
- 陽明國中管樂團 （页面存档备份，存于）